# Ceratomontia rumpiana
Ceratomontia rumpiana is een hooiwagen uit de familie Triaenonychidae.